# Prosopocoilus zebra zebra
Prosopocoilus zebra zebra es una subespecie de coleóptero de la familia Lucanidae.

## Distribución geográfica
Habita en Tenasserim, Tailandia, Península de Malaca, Borneo, Palawan y Sumatra.